# Bataille de Mohi
 (avril 2018).
Si vous disposez d'ouvrages ou d'articles de référence ou si vous connaissez des sites web de qualité traitant du thème abordé ici, merci de compléter l'article en donnant les références utiles à sa vérifiabilité et en les liant à la section « Notes et références ».
Ne doit pas être confondu avec Bataille de Saïo.
Invasions mongoles
La bataille de Muhi ou de Mohi, ou encore bataille du Sajó (11 avril 1241), est la principale bataille opposant les Mongols, menés par Batû Khan (petit-fils de Gengis Khan) et Subötaï au royaume de Hongrie, au cours de l’invasion mongole de l'Europe.

## Déroulement
Juste avant l'aube les défenseurs hongrois se trouvent soumis à une pluie de flèches et de pierres, « accompagnée par le tonnerre et des éclairs de feu ». Certains historiens ont affirmé qu'en cette occasion les Mongols auraient utilisé les premiers canons de l'histoire européenne. Il est cependant plus probable que ce ne soient que des catapultes et des balistes, combinées à des pétards chinois, qui aient inspiré cette terreur. Quoi qu'il en soit, il s'est agi là de la version mongole d'une préparation d'artillerie moderne. Ce bombardement mongol ne tarde pas à être suivi d'un assaut violent.

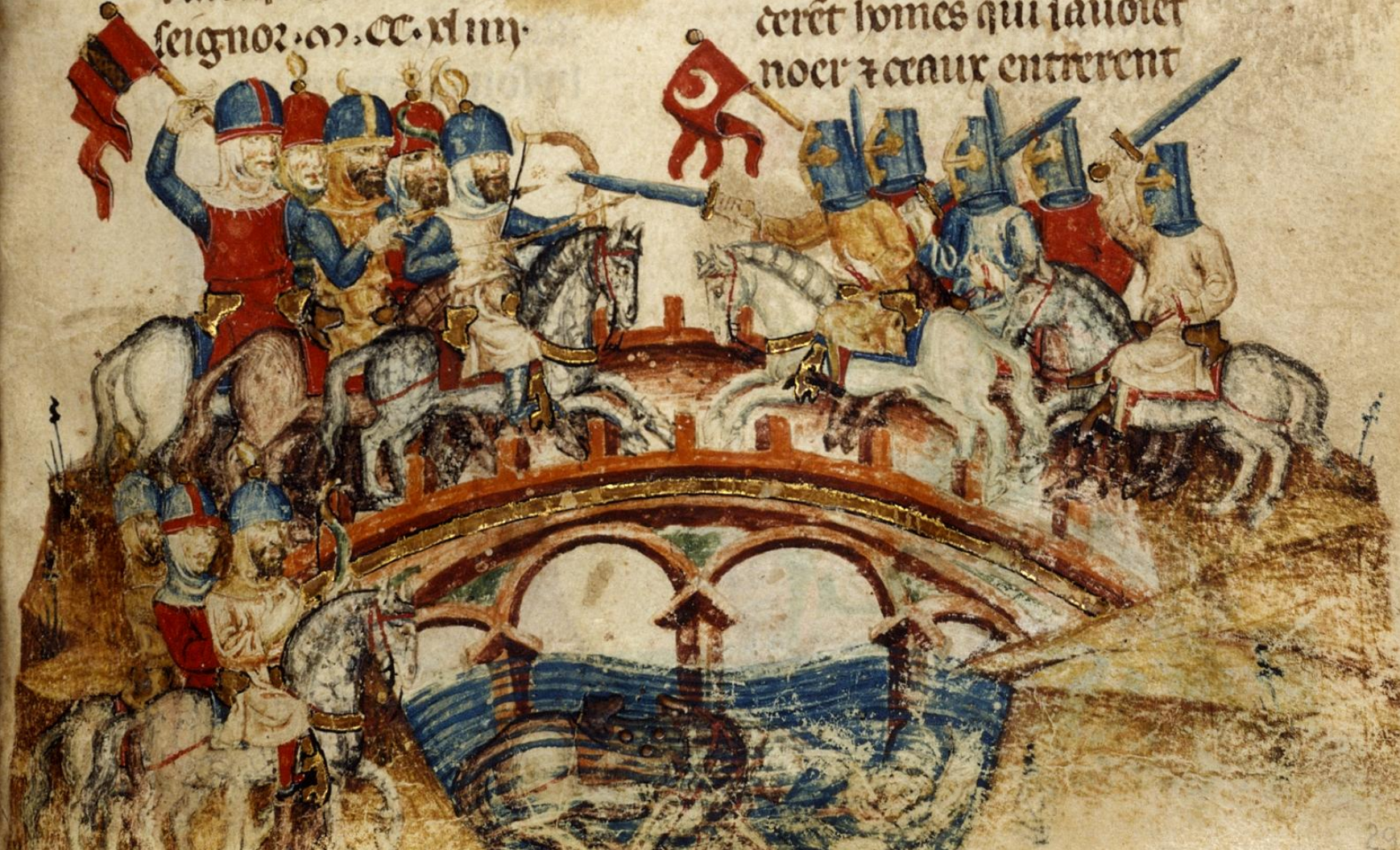
Bataille de Mohi.

Abasourdis par le bruit et la violence de l'attaque, les défenseurs sont rapidement submergés, et les Mongols affluent à travers le pont. Alertée, l'armée de Bela sort en hâte de son camp fortifié. Il devient cependant rapidement évident que ce n'est là qu'une attaque de fixation.
L'effort principal est en effet mené par deux tümens (environ 20 000 hommes), peut-être placés sous le commandement direct de Subötaï. Profitant des ombres de l'aube, ces guerriers ont traversé les eaux froides de la Sajó, au sud de la tête de pont, puis ont tourné au nord pour frapper le flanc droit et l'arrière des Hongrois. Incapables de résister à cette charge dévastatrice, les défenseurs se réfugient dans leur camp. À 7 heures du matin ce dernier était complètement investi par les Mongols. Suivent alors plusieurs heures de bombardement avec des pierres, des flèches et du naphte brûlant.
Il semble alors à quelques Hongrois qu'une voie de salut existe à l'est. Un petit groupe entreprend de galoper vers la liberté. Alors que l'assaut mongol monte en intensité, des hommes s'enfuient. Bientôt un flot d'hommes part vers l'ouest. Chacun tente de fuir pour sauver sa peau. De nombreux fugitifs jettent leurs armes afin de courir plus vite. Malheureusement pour eux, ils sont tombés dans un piège tendu par les Mongols. Montés sur des chevaux frais, les Mongols apparaissent de tous côtés, fauchant les hommes épuisés, les traquant dans les marais, et prenant d'assaut les villages dans lesquels certains ont cherché un refuge. En quelques heures d'une horrible boucherie l'armée hongroise est totalement détruite. Les archevêques d'Esztergom et de Kalocsa, périssent dans la bataille ainsi que l'évêque de Győr le palatin et le juge du royaume et de nombreux autres dignitaires laïcs et religieux. Le prince Coloman, frère du roi grièvement blessé descend vers le sud et parvient à Segesd dans le comitat de Somogy en passant par Pest, il meurt en se retirant vers Zagreb avec la cour quelques semaines après.  
Le roi Béla IV parvient cependant à s'enfuir de justesse. Avec lui, il n'a plus alors que trois de ses hommes. Profitant de l'effondrement hongrois et de la fuite de leur souverain, les Mongols prennent d'assaut la ville de Pest restée sans défenseurs. Les conquérants entreprennent d'incendier la ville et d'en massacrer la population.

## Dans la culture

### Jeu vidéo
- La bataille de Mohi constitue, sous le nom de "bataille du pont du Sajo", le dernier scénario de la campagne mongole dans  Age of Empires II.
- La bataille de Mohi est présente dans un scénario de la campagne de Age of Empires IV, sous le même nom.